# Coppa Europa di sci alpino 1990
La Coppa Europa di sci alpino 1990 fu la 19ª edizione della manifestazione organizzata dalla Federazione Internazionale Sci.
In campo maschile l'italiano Christian Polig si aggiudicò sia la classifica generale, sia quella di slalom speciale; l'austriaco Peter Wirnsberger II vinse quella di supergigante e lo svedese Peter Olsson quella di slalom gigante. L'austriaco Stephan Eberharter era il detentore uscente della Coppa generale.
In campo femminile la svedese Agneta Hjorth si aggiudicò la classifica generale; le austriache Karin Köllerer ed Elfi Eder vinsero rispettivamente quelle di supergigante e di slalom speciale, la norvegese Merete Fjeldavlie quella di slalom gigante. L'austriaca Sabine Ginther era la detentrice uscente della Coppa generale.

## Uomini

### Classifiche

#### Generale
| Pos. | Nome                | Nazione        | Punti |
| ---- | ------------------- | -------------- | ----- |
| 1    | Christian Polig     | Italia         | 138   |
| 2    | Fabio De Crignis    | Italia         | 112   |
| 3    | Dietmar Köhlbichler | Austria        | 109   |
| 4    | Sergio Bergamelli   | Italia         | 83    |
| 5    | Peter Olsson        | Svezia         | 81    |
| 5    | Luca Pesando        | Italia         | 81    |
| 7    | Christophe Berra    | Svizzera       | 80    |
| 7    | Peter Namberger     | Germania Ovest | 80    |
| 9    | Giovanni Moro       | Italia         | 76    |
| 10   | Marco Hangl         | Svizzera       | 69    |

#### Supergigante
| Pos. | Nome                 | Nazione        | Punti |
| ---- | -------------------- | -------------- | ----- |
| 1    | Peter Wirnsberger II | Austria        | 58    |
| 2    | Marco Hangl          | Svizzera       | 54    |
| 3    | Dietmar Thöni        | Austria        | 46    |
| 4    | Patrick Holzer       | Italia         | 39    |
| 5    | Franz Retzer         | Germania Ovest | 33    |

#### Slalom gigante
| Pos. | Nome              | Nazione        | Punti |
| ---- | ----------------- | -------------- | ----- |
| 1    | Peter Olsson      | Svezia         | 81    |
| 2    | Stéphane Cretin   | Francia        | 61    |
| 2    | Peter Namberger   | Germania Ovest | 61    |
| 4    | Sergio Bergamelli | Italia         | 52    |
| 5    | Heinz Holzer      | Italia         | 46    |

#### Slalom speciale
| Pos. | Nome                | Nazione  | Punti |
| ---- | ------------------- | -------- | ----- |
| 1    | Christian Polig     | Italia   | 113   |
| 2    | Fabio De Crignis    | Italia   | 96    |
| 3    | Dietmar Köhlbichler | Austria  | 88    |
| 4    | Christophe Berra    | Svizzera | 80    |
| 5    | Giovanni Moro       | Italia   | 76    |

## Donne

### Classifiche

#### Generale
| Pos. | Nome               | Nazione        | Punti |
| ---- | ------------------ | -------------- | ----- |
| 1    | Agneta Hjorth      | Svezia         | 135   |
| 2    | Elfi Eder          | Austria        | 125   |
| 3    | Merete Fjeldavlie  | Norvegia       | 107   |
| 4    | Angelika Hurler    | Germania Ovest | 104   |
| 5    | Angela Drexl       | Germania Ovest | 100   |
| 6    | Manuela Umele      | Austria        | 99    |
| 7    | Florence Masnada   | Francia        | 78    |
| 8    | Gaby May           | Svizzera       | 76    |
| 9    | Kristina Andersson | Svezia         | 73    |
| 10   | Krista Schmidinger | Stati Uniti    | 71    |

#### Supergigante
| Pos. | Nome               | Nazione        | Punti |
| ---- | ------------------ | -------------- | ----- |
| 1    | Karin Köllerer     | Austria        | 37    |
| 2    | Angelika Hurler    | Germania Ovest | 30    |
| 3    | Gaby May           | Svizzera       | 29    |
| 4    | Sabine Ginther     | Austria        | 25    |
| 5    | Krista Schmidinger | Stati Uniti    | 21    |

#### Slalom gigante
| Pos. | Nome               | Nazione        | Punti |
| ---- | ------------------ | -------------- | ----- |
| 1    | Merete Fjeldavlie  | Norvegia       | 74    |
| 2    | Angelika Hurler    | Germania Ovest | 72    |
| 3    | Ylva Nowén         | Svezia         | 68    |
| 4    | Julie Lunde Hansen | Norvegia       | 65    |
| 5    | Manuela Umele      | Austria        | 53    |

#### Slalom speciale
| Pos. | Nome             | Nazione        | Punti |
| ---- | ---------------- | -------------- | ----- |
| 1    | Elfi Eder        | Austria        | 125   |
| 2    | Agneta Hjorth    | Svezia         | 115   |
| 3    | Angela Drexl     | Germania Ovest | 100   |
| 4    | Florence Masnada | Francia        | 63    |
| 5    | Camilla Lundbäck | Svezia         | 62    |